# Saint Lucia-i trupiál
A Saint Lucia-i trupiál (Icterus laudabilis) a madarak osztályánakverébalakúak (Passeriformes) rendjébe, azon belül a csirögefélék (Icteridae) családjába tartozó faj.
Magyar neve forrással nincs megerősítve.

## Rendszerezése
A fajt Philip Lutley Sclater angol ornitológus írta le 1871-ben.

## Előfordulása
A Karib-térségben lévő, Kis-Antillák szigetcsoporthoz tartozó Saint Lucia sziget területén honos. Természetes élőhelyei a szubtrópusi és trópusi síkvidéki esőerdők, lombhullató erdők és mangroveerdők, valamint cserjések és vidéki kertek. Állandó, nem vonuló faj.

## Megjelenése
Testhossza 20–22 centiméter, testtömege 35-40 gramm.

## Életmódja
Ízeltlábúakkal, gyümölcsökkel és nektárral táplálkozik.

## Természetvédelmi helyzete
Az elterjedési területe rendkívül kicsi, egyedszáma 1000–2499 példány közötti, viszont stabil. A Természetvédelmi Világszövetség Vörös listáján mérsékelten fenyegetett fajként szerepel.